# Nationaal park Manusela
Het Nationaal park Manusela ligt in het midden van het eiland Ceram, Indonesië. Het park is 189.000 hectare groot en omvat ook de natuurreservaten van Wae Nua en Wae Mual. Het bos alle ecosystemen van Ceram. In het centrale deel van het park is de hoogste berg van de Molukken, de Gunung Binaiya (3.027 m).